# Асакава
Асакава (яп. 浅川町 Асакава-мати) — посёлок в Японии, находящийся в уезде Исикава префектуры Фукусима. Площадь посёлка составляет 37,43 км², население — 6604 человека (1 августа 2014), плотность населения — 176,44 чел./км².

## Географическое положение
Посёлок расположен на острове Хонсю в префектуре Фукусима региона Тохоку. С ним граничат город Сиракава, посёлки Исикава, Танагура и село Самегава.

## Население
Население посёлка составляет 6604 человека (1 августа 2014), а плотность — 176,44 чел./км². Изменение численности населения с 1980 по 2005 годы:
| 1980 | 7488 чел. |  |
| 1985 | 7621 чел. |  |
| 1990 | 7727 чел. |  |
| 1995 | 7625 чел. |  |
| 2000 | 7484 чел. |  |
| 2005 | 7272 чел. |  |

## Символика
Деревом посёлка считается сосна густоцветная, цветком — Habenaria radiata, птицей — голубая сорока.